# SM-65A Atlas
SM-65A Atlas, hay Atlas A, còn được định danh là X-11 là mẫu thử kích cỡ thực đầu tiên của tên lửa Atlas, bay lần đầu ngày 11 tháng 6 năm 1957.